# Чаювання з чорним драконом
«Чаювання з чорним драконом» (англ. Tea with the Black Dragon) — фентезійний роман американської письменниці Роберти Мак-Евой, виданий 1983 року. Номінант премії «Неб'юла» 1983 року як найкращий роман, премії «Г'юго» (1984) як найкращий роман, а також премії «Локус» (1984) як найкращий роман; також завдяки роману Роберта Мак-Евой отримала премію Джона В. Кемпбелла найкращому новому письменнику-фантасту. «Чай з чорним драконом» також потрапив до книги Девіда Прінгла «Сучасне фентезі: 100 найкращих романів» (1988).

## Сюжет
Марті Макнамарі зателефонували з заходу Сан-Франциско з повідомленням від її дочки Елізабет, комп’ютерної програмістки. Однак коли вона приїхала на місце, то виявила, що Елізабет зникла. Мейленд Лонг, азійський джентльмен, який володіє людською та комп'ютерною мовами — та який може бути втіленням китайського Дракону, що приймає людську подобу один раз на 2000 років, — допомагає Марті шукати її дочку. Шукаючи підказки щодо зникнення Елізабет, вони виявляють ознаки того, що Елізабет причетна до небезпечного злочину.

## Відгуки
Девід Ленгфорд назвав «Чаювання з чорним драконом» «маленьким приємним романом» та «захоплюючим», класифікуючи його виключно як «всього-навсього фентезі». Джеймс Ніколь навів це як приклад того, як на сприйняття книги може вплинути історичний контекст, зазначивши, що коли він перечитав її у 2014 році, це був «все ще переважний чарівний твір періоду, проте не такий чарівний», як це було тоді, коли він спочатку прочитав його у 1983 році; зокрема, Джеймс Ніколл підкреслює, що це «не зовсім» приклад тропи «білого рятівника», але «у цій книзі можна побачити [«білого рятівника»] з того місця, де він стоїть». Аналогічно й Джо Волтон — тим часом, вихваляючи підхід Мак-Евой до центральних філософських питань роману, — стверджує, що вона «пам’ятає, що хвилюється тим, що, як мені здається, сьогодні [у 2010 році], є чарівним, але зовсім незначним», і вважає, що «велика популярність і визнання прийшли від того, наскільки це прекрасно, а решта — від того, наскільки навдивовиж незвичним був у 1983 році, щоб мати фантастичний роман з китайською міфологією та з головним героєм-китайцем».